# Belovár-Kőrösi egyházmegye
A Belovár-Kőrösi egyházmegye a római katolikus egyház egyik egyházmegyéje Horvátországban. Püspöki székvárosa Belovár, társszékvárosa Kőrös.  Székesegyháza a Belovári székesegyház, társszékesegyháza a Kőrösi társszékesegyház. Védőszentje Kőrösi Márk. Alapító, eddig egyetlen megyéspüspöke Vjekoslav Huzjak. Az egyházmegye a Zágrábi főegyházmegye szuffragán egyházmegyéje.

## Szomszédos egyházmegyék
- Sziszeki egyházmegye (délnyugat)
- Zágrábi főegyházmegye (nyugat)
- Varasdi egyházmegye (északnyugat)
- Kaposvári egyházmegye (északkelet)
- Pozsegai egyházmegye (délkelet)
- Banja Luka-i római katolikus egyházmegye (dél)| - m - v - sz Horvátországi katolikus egyházmegyék                                                   | - m - v - sz Horvátországi katolikus egyházmegyék                                                                      |
| --------------------------------------------------------------------------------------------------- | --- |
| Diakovár-Eszéki érseki tartomány                                                                    | - Diakovár-Eszéki főegyházmegye - Pozsegai egyházmegye                                                                 |
| Fiumei érseki tartomány                                                                             | - Fiumei főegyházmegye - Gospić-Zenggi egyházmegye - Krki egyházmegye - Poreč-Pólai egyházmegye                        |
| Split-Makarskai érseki tartomány                                                                    | - Split-Makarskai főegyházmegye - Dubrovniki egyházmegye - Hvar-Brač-Visi egyházmegye - Šibeniki egyházmegye           |
| Zágrábi érseki tartomány                                                                            | - Zágrábi főegyházmegye - Belovár-Kőrösi egyházmegye - Kőrösi egyházmegye - Sziszeki egyházmegye - Varasdi egyházmegye |
| Közvetlenül az Apostoli Szentszék alá rendelt                                                       | - Zárai főegyházmegye                                                                                                  |
| Érseki tartományba be nem sorolt egyházmegyei szintű egyházkormányzati egység: Katonai ordinariátus | || Nemzetközi katalógusok | - VIAF: 305739959 |  -  Horvátország-portál
  -  Katolicizmusportál